# Max Gazzè
Max Gazzè, all'anagrafe Massimiliano Gazzè (Roma, 6 luglio 1967), è un cantautore, bassista e attore italiano.

## Biografia
Di origini siciliane (il padre è di Scicli, in provincia di Ragusa, la madre è di Catania), all'età di 6 anni inizia a studiare pianoforte e a 13 anni comincia a suonare il basso elettrico. Dopo la separazione dei genitori, a 13 anni si trasferisce da Roma a Bruxelles insieme al padre, che lavorava all'ambasciata italiana. A Bruxelles frequenta la scuola europea e comincia ad esibirsi nei locali con diversi gruppi.

### Esordi
Per cinque anni è bassista, arrangiatore e coautore dei 4 Play 4, formazione inglese di northern soul dalle escursioni pionieristiche nell'acid jazz. Con il gruppo si trasferisce nel sud della Francia, dove lavora anche come produttore artistico (Pyramid, Tiziana Kutich). Varie tournée lo portano anche nei Paesi Bassi.
Rientrato a Roma nel 1992, Max Gazzè si dedica alla sperimentazione nel suo piccolo studio di registrazione, mentre compone colonne sonore iniziando anche a collaborare con artisti come Frankie hi-nrg mc, Alex Britti, Niccolò Fabi e Daniele Silvestri. Con quest'ultimo in particolare si dedica a lunghe collaborazioni.
Tra il 1990 e il 1992 suona nel trio Leone-Sorrenti-Gazzè insieme a Gianni Leone e Duilio Sorrenti, suonando a Roma e nelle città vicine cover di artisti stranieri e del Balletto di Bronzo.
Tra il 1994 e il 1995 lavora alla realizzazione del primo album, Contro un'onda del mare, pubblicato nel gennaio 1996 e presentato in versione acustica nel tour di Franco Battiato. L'album, che inaugura il sodalizio con la Virgin Records, vanta una notevole diversità di climi musicali e originalità nella stesura dei testi e si fa presto notare dalla critica ottenendo anche un discreto successo di pubblico.

### Il successo
Nel 1997 presenta il brano Cara Valentina a Sanremo Giovani. Nel 1998 la sua canzone Vento d'estate, cantata assieme a Niccolò Fabi, vince l'edizione di quell'anno di Un disco per l'estate. I due singoli anticipano il secondo album, La favola di Adamo ed Eva (ottobre 1998), i cui testi sono scritti da Max Gazzè insieme al fratello Francesco Gazzè. Nel 1998 partecipa anche all'album di tributo a Robert Wyatt The Different You - Robert Wyatt e noi con il brano O Caroline. Nel 1998 partecipa al Premio Tenco.
Nel febbraio 1999 partecipa al Festival di Sanremo nella categoria "Giovani" con il brano Una musica può fare, che verrà inserito nella ristampa di La favola di Adamo ed Eva; torna al festival l'anno successivo con Il timido ubriaco.
Al termine di una lunga stagione di concerti, il 13 marzo 2000 pubblica il terzo album, intitolato semplicemente Max Gazzè, conosciuto anche con il nome di Gadzilla, titolo che l'autore avrebbe inizialmente voluto assegnare all'album.
Nell'estate del 2000 partecipa al Festivalbar con L'uomo più furbo. Nell'ottobre 2001 esce il suo quarto album, Ognuno fa quello che gli pare?, caratterizzato da una varietà di soluzioni sonore frutto di numerose collaborazioni: il country divertito de Il debole fra i due è cantato insieme a Paola Turci; ne Il motore degli eventi duetta con Carmen Consoli; Non era previsto è coprodotto con Francesco Magnelli, tastierista dei CSI; Il dolce della vita è stato realizzato insieme a Stephan Eicher; Niente di nuovo è stato registrato live con i musicisti che accompagnano solitamente Ginevra Di Marco. Anche per questo disco i testi sono stati scritti a quattro mani con il fratello Francesco Gazzè.

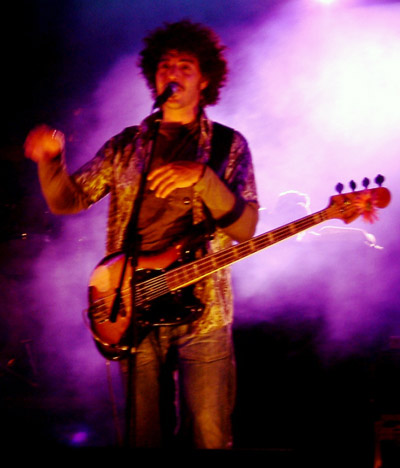
Max Gazzè durante un concerto nell'agosto 2004

Gli anni tra il 2001 e il 2003 sono caratterizzati da un'intensa attività live: un tour teatrale nell'inverno 2001-2002, la tournée nei maggiori festival italiani nell'estate 2002 e un tour nei club nel 2002-2003. Inoltre intreccia una collaborazione sempre più stretta con Stephan Eicher: nel 2003 Eicher pubblica il suo nuovo album, Taxi Europa, la cui title track è scritta e interpretata con Gazzè (con loro canta anche Herbert Grönemeyer); i due cantano insieme anche Cendrillon après Minuit/Cenerentola a mezzanotte, brano per il quale Gazzè ha curato anche l'adattamento in italiano; il musicista romano compare, inoltre, come bassista stabile della band sia per le registrazioni dell'album Taxi Europa, sia per l'omonimo tour europeo.
L'album Un giorno, contenente i singoli Annina e La nostra vita nuova, esce nell'aprile 2004. Il 17 giugno 2005, a dieci anni dall'uscita di Contro un'onda del mare, esce per la EMI Music Raduni 1995-2005, una raccolta di 26 brani editi tratti dai 5 album precedenti e 4 inediti: Splendere ogni giorno il sole, Sexy, Di nascosto e Chançon idiomatique.
Dopo il tour estivo del 2005, si dedica a diverse collaborazioni: partecipa a Gizmo, una cover band dei Police capitanata da Stewart Copeland, dove – oltre allo storico batterista dei Police – dividono il palco con Gazzè anche Raiz degli Almamegretta e Vittorio Cosma.
In seguito, nell'attività di Gazzè si segnalano ancora tante collaborazioni con l'amico Daniele Silvestri – per il quale suona in numerose canzoni del suo disco Il latitante – e, dal luglio 2007, assieme alle colleghe cantautrici romane Paola Turci e Marina Rei. Sempre nel 2007 la EMI pubblica un'altra raccolta: The Best of Platinum, che include 18 canzoni.
Nel 2008 Gazzè partecipa al 58º Festival di Sanremo con la canzone Il solito sesso e, nella serata dei duetti, esegue il suo pezzo accompagnato dalle cantautrici romane Paola Turci (alla chitarra) e Marina Rei (alle percussioni).
Il 29 febbraio 2008 esce il nuovo album di inediti, Tra l'aratro e la radio. Unico compositore per le musiche, per i testi collabora anche con l'amico poeta Gimmi Santucci, estraneo all'ambiente musicale. Il disco vede la partecipazione di musicisti d'eccezione: Carmen Consoli ha suonato buona parte delle chitarre acustiche ed elettriche, mentre Marina Rei ha suonato le percussioni.

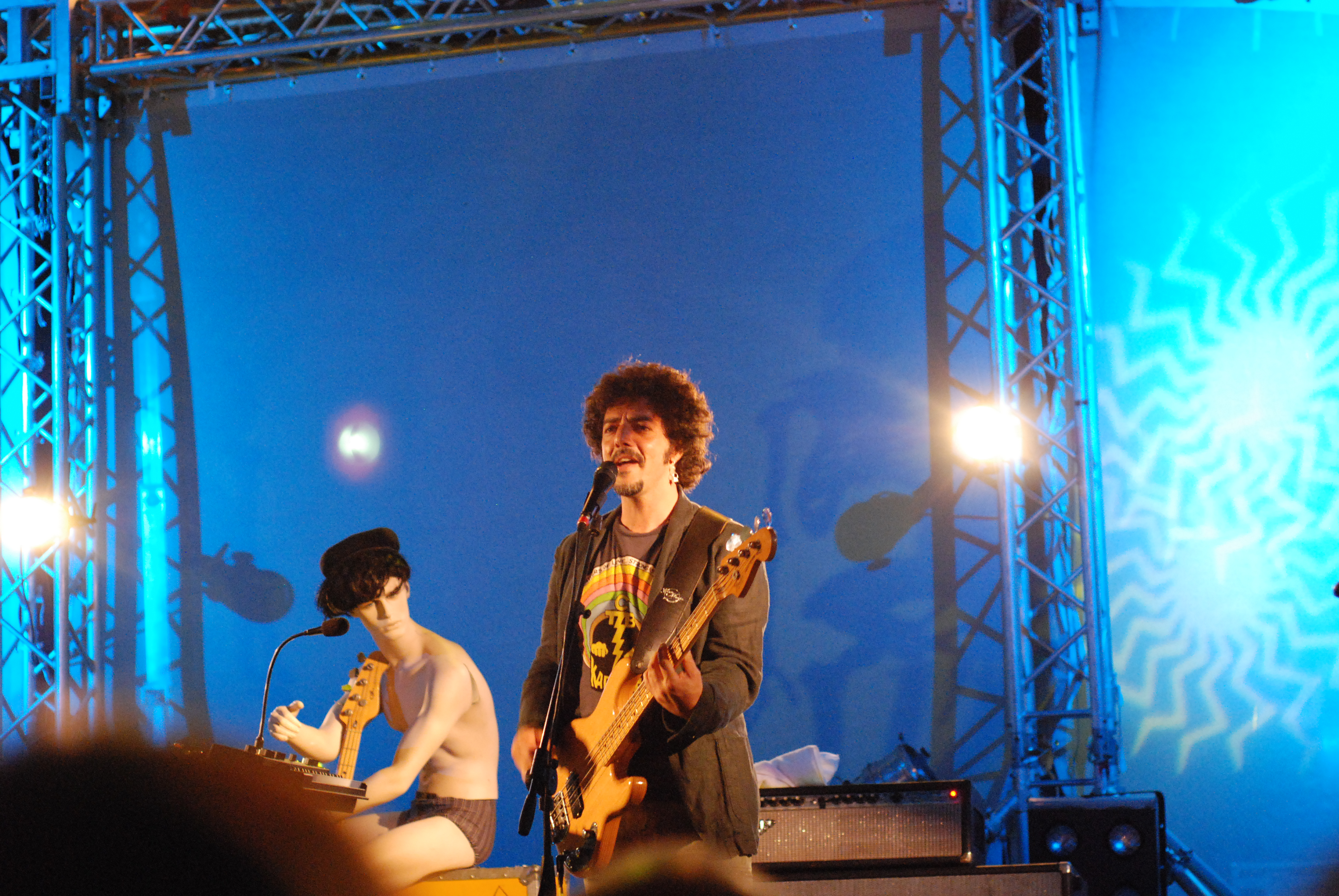
Max Gazzè in un concerto nel 2010

Il 9 aprile 2010 esce il primo film interpretato da Gazzè, Basilicata coast to coast di Rocco Papaleo, per il quale Gazzè compone insieme a Gimmi Santucci la canzone Mentre dormi, inclusa nella colonna sonora del film. Per questa canzone vince il premio Mario Camerini, riservato alla miglior canzone all'interno di un film.
Il 4 maggio 2010 esce il nuovo album di inediti, intitolato Quindi? e anticipato dal singolo Mentre dormi. L'album debutta alla sesta posizione della classifica ufficiale dei dischi più venduti in Italia FIMI. Il brano Mentre dormi viene poi premiato come "miglior canzone originale" in occasione dei David di Donatello 2011.
Il 25 settembre 2010 partecipa al festival musicale Woodstock 5 Stelle, organizzato a Cesena dal blog di Beppe Grillo e trasmesso dal canale televisivo nazionale Play.me, che proprio con questa diretta aprì la neonata emittente. Ad ottobre e novembre 2010 interpreta Erode nel musical Jesus Christ Superstar, in scena al teatro Sistina a Roma.
Il 21 luglio 2011 riceve, a Marina di Carrara, il "Premio Lunezia Canzone al Cinema" per il valore musical-letterario del brano Mentre dormi.
Il 17 febbraio 2012 partecipa come ospite assieme a Dolcenera alla quarta serata del Festival di Sanremo, duettando con lei nella canzone Ci vediamo a casa. Nello stesso anno parte il progetto Over Tour, in cui Gazzè si esibisce con Rita Marcotulli al pianoforte e Roberto Gatto alla batteria.
Nel 2013 partecipa alla 63ª edizione del Festival di Sanremo, condotto da Fabio Fazio, con i brani I tuoi maledettissimi impegni e Sotto casa. Quest'ultimo brano, che viene scelto tra i due nel nuovo meccanismo introdotto nella gara, dà il titolo al disco di inediti uscito il 14 febbraio, a cui segue il tour europeo. In questo periodo Gazzè ottiene un ottimo successo commerciale, raggiungendo il disco d'oro per le 30 000 copie dell'album e il disco di platino per le oltre 50.000 del singolo.
A giugno riceve a Lamezia Terme il Riccio d'Argento della 27ª edizione della rassegna Fatti di Musica diretta da Ruggero Pegna, premio ai Migliori Live d'Autore dell'anno. Nel 2014 si aggiudica anche il Premio Amnesty Italia per Atto di forza, canzone scritta con il fratello Francesco e che racconta l'atroce momento di uno stupro.
Nella primavera del 2014 nasce il gruppo Fabi Silvestri Gazzè con i cantautori e amici Niccolò Fabi e Daniele Silvestri. Il 25 aprile 2014 viene pubblicato il singolo Life is Sweet, che anticipa l'album Il padrone della festa. Oltre all'album, il trio dà il via a un tour europeo che parte il 26 settembre a Colonia (Germania), con concerti in Francia, Regno Unito, Belgio, Paesi Bassi, Lussemburgo e Spagna. Nel mese di novembre inizia il tour italiano, che si conclude a Roma con la data del 30 luglio 2015 davanti ad un pubblico di circa 18.000 persone.
Il 18 settembre 2015 esce in rotazione radiofonica La vita com'è, singolo di grande successo che anticipa il nuovo album di inediti Maximilian, uscito a fine ottobre.
Nel gennaio 2016 esce il singolo Mille volte ancora, mentre in estate pubblica le hit Teresa e Ti sembra normale, quest'ultima certificata con il disco di platino. Il grande successo prosegue anche nei live: nel 2016 parte un tour italiano, che poi diventa europeo e infine mondiale, che si conclude a Shanghai.
Nel 2017 collabora con Caparezza nel singolo Migliora la tua memoria con un click, canzone dell'album Prisoner 709, e con Levante nel singolo Pezzo di me, dell'album Nel caos di stanze stupefacenti, ed è tra i protagonisti del film di Simona Izzo Lasciami per sempre. Nello stesso anno parte l'Alchemaya Tour, un progetto in cui Gazzè, accompagnato dalla voce di Ricky Tognazzi e dalla Bohemian Symphony Orchestra di Praga diretta dal maestro Clemente Ferrari, propone i suoi pezzi arrangiati in chiave "sintonica", ossia suonati con l'orchestra sinfonica e con i sintetizzatori.

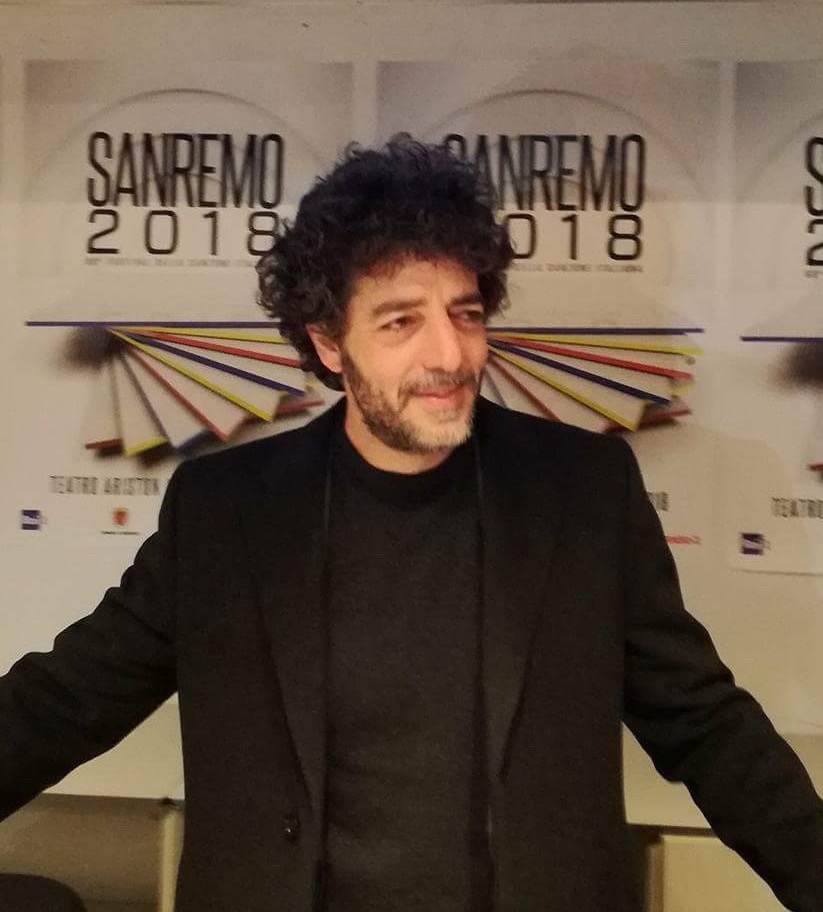
Max Gazzè a Sanremo 2018.

Il progetto prosegue nel 2018 con la partecipazione al Festival di Sanremo con la canzone La leggenda di Cristalda e Pizzomunno. Con tale brano si piazza al 6º posto, vincendo il Premio Giancarlo Bigazzi alla miglior composizione musicale. Il 9 febbraio 2018 viene pubblicato il doppio album Alchemaya, composto da inediti e da brani già presenti nei precedenti album dell'artista, tutti interpretati e arrangiati in chiave "sintonica", come anticipato dal tour dell'anno precedente. Riprende quindi l'Alchemaya Tour, che parte il 5 agosto dalle Terme di Caracalla e si conclude il 2 settembre all'Arena di Verona.
Il 16 novembre 2018 collabora con Carl Brave al singolo Posso. Inoltre, per festeggiare i 20 anni dall'uscita dell'album La favola di Adamo ed Eva, annuncia per il 2019 un tour europeo nei club in cui esegue solo i brani di tale album. Il tour è preceduto da una tripla data all'Auditorium Parco della Musica di Roma, che prevede anche una seconda parte, in cui vengono proposti pezzi di successo appartenenti ad altri album.
Nell'estate del 2019 parte il tour On the Road, mentre nel 2020 collabora con Francesca Michielin al brano La vie ensemble.
Nell'estate del 2020 Gazzè è il primo artista a far ripartire la musica del vivo dopo lo stop dovuto al lockdown per il COVID-19: interrompe le registrazioni del disco in preparazione per accogliere la proposta del suo manager Francesco Barbaro e della sua agenzia OTR Live di far ripartire i concerti dal vivo, seppur con posti limitati. Per aiutare il settore musicale a riemergere dalla crisi causata dall'assenza di eventi dal vivo, Gazzè torna in concerto con una formazione senza alcuna riduzione, completa di musicisti, crew tecnica e di produzione, e rinuncia al suo cachet.
Nel 2021 partecipa al Festival di Sanremo con la canzone Il farmacista, presentandosi nella prima serata come Max Gazzè e La Trifluoperazina Monstery Band, composta da cartonati rappresentanti la Regina Elisabetta alla batteria, Marilyn Monroe ai cori, Jimi Hendrix alla chitarra, Paul McCartney al basso e Igor di Frankenstein Junior alle tastiere. Nella serata della cover si esibisce con la Magical Mystery Band (di cui fa parte anche Daniele Silvestri) sulle note di Del mondo dei CSI. Durante quest'edizione del festival attira l'attenzione del pubblico con i suoi originali travestimenti: nella prima serata si presenta vestito da Leonardo da Vinci (come nel video ufficiale de Il farmacista); nella terza serata si esibisce seduto su una poltrona nei panni di Salvador Dalí; nell'ultima serata si presenta come Clark Kent che, sulla fine del pezzo, scopre la S di Superman sotto la camicia e si getta sulle poltrone dell'Ariston (vuote per le restrizioni da Covid-19). Il 9 aprile dello stesso anno pubblica il nuovo album La matematica dei rami, prodotto e suonato in collaborazione con la Magical Mystery Band. Il titolo del disco riprende la tesi di Leonardo da Vinci secondo cui i rami degli alberi seguono una crescita equilibrata per essere in grado, in questa composizione, di resistere al vento. Gazzè proietta questa teoria sul lavoro svolto insieme alla Magical Mystery Band, da cui è nato il disco: realizzato da musicisti che portavano con sé intenzioni, prospettive e suoni diversi come i diversi rami di un albero, assieme hanno trovato un'alchimia che li ha resi più forti e resistenti.
Il 16 aprile 2021 esce il nuovo singolo Considerando e in estate parte il tour La matematica dei rami. Il 9 luglio 2021 esce il nuovo singolo Il vero amore che, a differenza della versione originariamente presente ne La matematica dei rami, vede la partecipazione di Greta Zuccoli.
Ad aprile 2022 riparte in tour e torna a collaborare con Carl Brave per il singolo Cristo di Rio, mentre ad ottobre si esibisce all'Anfiteatro del Parco Archeologico di Pompei in un concerto-evento dedicato ai Pink Floyd.
A maggio del 2023 esce il singolo Riviera in collaborazione con Frenetik & Orang3, mentre in estate parte il progetto Musicae Loci, che vede Gazzè in concerto accompagnato dallo storico musicista Max Dedo e da orchestre locali delle varie tappe.
Il 6 ottobre 2023 viene pubblicato il nuovo singolo Che c'è di male, primo estratto dall'album in lavorazione Amor Fabulas. Segue il tour nei teatri italiani Amor Fabulas - Preludio. Il 24 novembre 2023 viene pubblicato il secondo estratto dall'album Amor Fabulas, intitolato L'epica della guerra, mentre a dicembre 2023 Gazzè è nel cast del film Diabolik - Chi sei? diretto dai Manetti Bros..
In occasione dello Zecchino d'Oro 2023 firma, insieme al fratello Francesco Gazzè e a Francesco De Benedettis, la canzone vincitrice della competizione canora: Non ci cascheremo mai, interpretata da Salvatore Flamini.

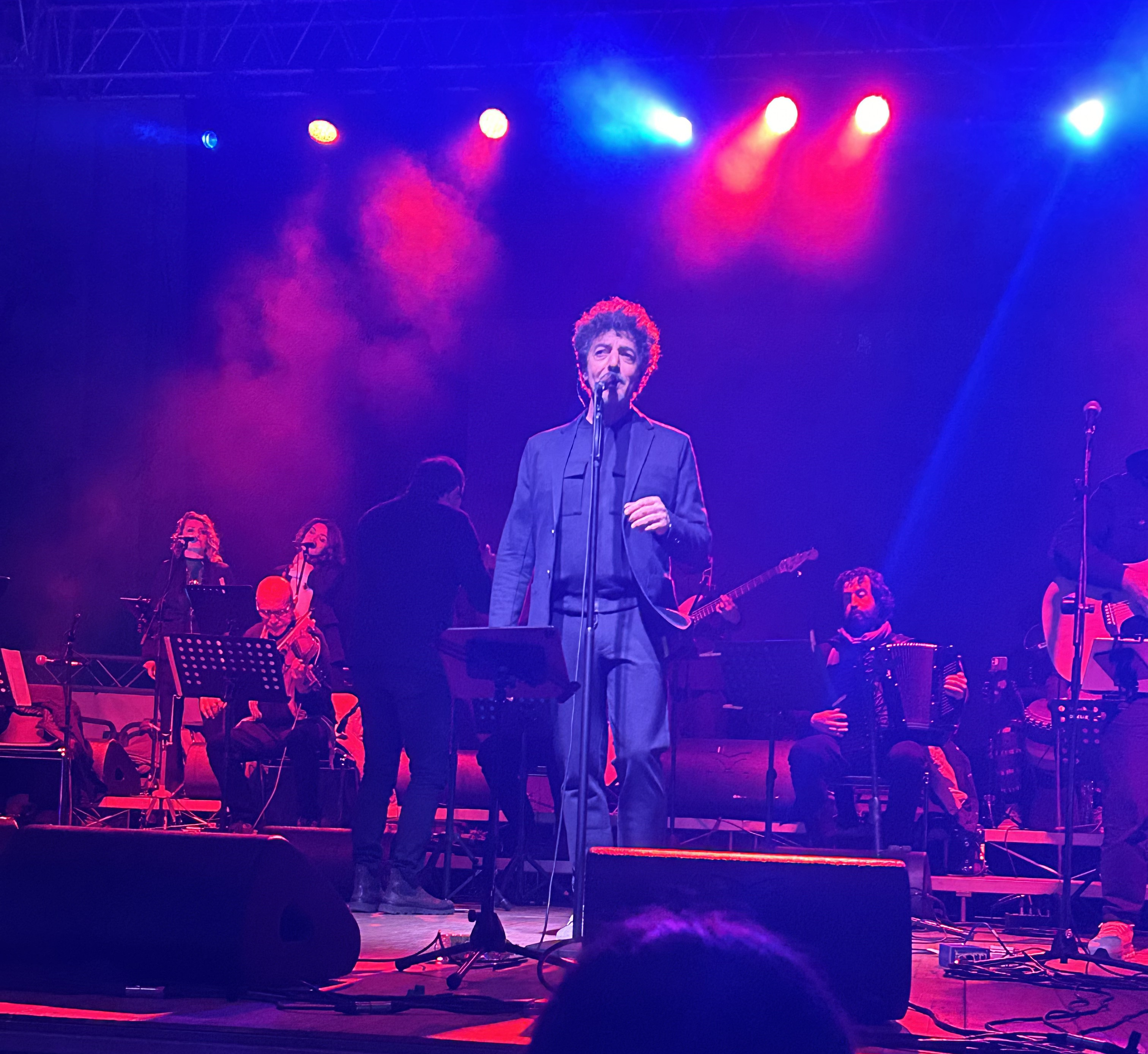
Max Gazzè in un concerto del 2024

A marzo del 2024 Gazzè torna nei teatri con un tour internazionale (inizialmente previsto per l'autunno del 2023) che parte da Bruxelles e che si conclude a Roma, per poi riprendere il tour Musicae Loci. Il 24 maggio 2024 viene pubblicato Sarà papà, terzo singolo estratto dall'album in lavorazione Amor Fabulas.
Il 6 luglio 2024, giorno del suo 57º compleanno, si riunisce con il trio Fabi Silvestri Gazzè per una data unica al Circo Massimo di Roma, un concerto evento che ha l'obiettivo di festeggiare i 10 dell'album Il padrone della festa.
L'estate 2024 lo vede impegnato in numerosi concerti dal vivo, incrociando le tappe del tour Musicae Loci con quelle del nuovo tour Amor Fabulas - Interludio. Nel 2025, oltre a portare avanti il tour Musicae Loci, è protagonista, insieme a Niccolò Fabi e Daniele Silvestri, del docufilm Fabi Silvestri Gazzè – Un passo alla volta, che racconta i 30 anni di amicizia dei tre cantautori ripercorrendone il percorso artistico e umano.

## Vita privata
Ha cinque figli: Samuele, Bianca ed Emily dall'ex moglie, dalla quale ha divorziato nel 2010 dopo 15 anni di matrimonio, e Silvia e Guglielmo da una relazione successiva al divorzio.
Il figlio Samuele è un rapper, con il nome d'arte di Sam Blu; compare inoltre nel videoclip di Sotto casa nel ruolo dell'assistente del predicatore. La figlia Bianca compare invece nel videoclip de Il solito sesso, mentre Emily in quello di Mille volte ancora.

## Partecipazioni al Festival di Sanremo
- Cara Valentina (1997 sezione Giovani) - 27º posto
- Una musica può fare (1999 sezione Nuove Proposte) - 8º posto
- Il timido ubriaco (2000) - 4º posto
- Il solito sesso (2008) - 12º posto
- Sotto casa e I tuoi maledettissimi impegni (2013) - 7º posto con Sotto casa
- La leggenda di Cristalda e Pizzomunno (2018) - 6º posto, Premio Giancarlo Bigazzi alla miglior composizione musicale
- Il farmacista (2021) - 17º posto

## Discografia

### Da solista
- 1996 – Contro un'onda del mare
- 1998 – La favola di Adamo ed Eva
- 2000 – Max Gazzè
- 2001 – Ognuno fa quello che gli pare?
- 2004 – Un giorno
- 2008 – Tra l'aratro e la radio
- 2010 – Quindi?
- 2013 – Sotto casa
- 2015 – Maximilian
- 2018 – Alchemaya
- 2021 – La matematica dei rami

### Con Fabi Silvestri Gazzè
- 2014 – Il padrone della festa

## Filmografia

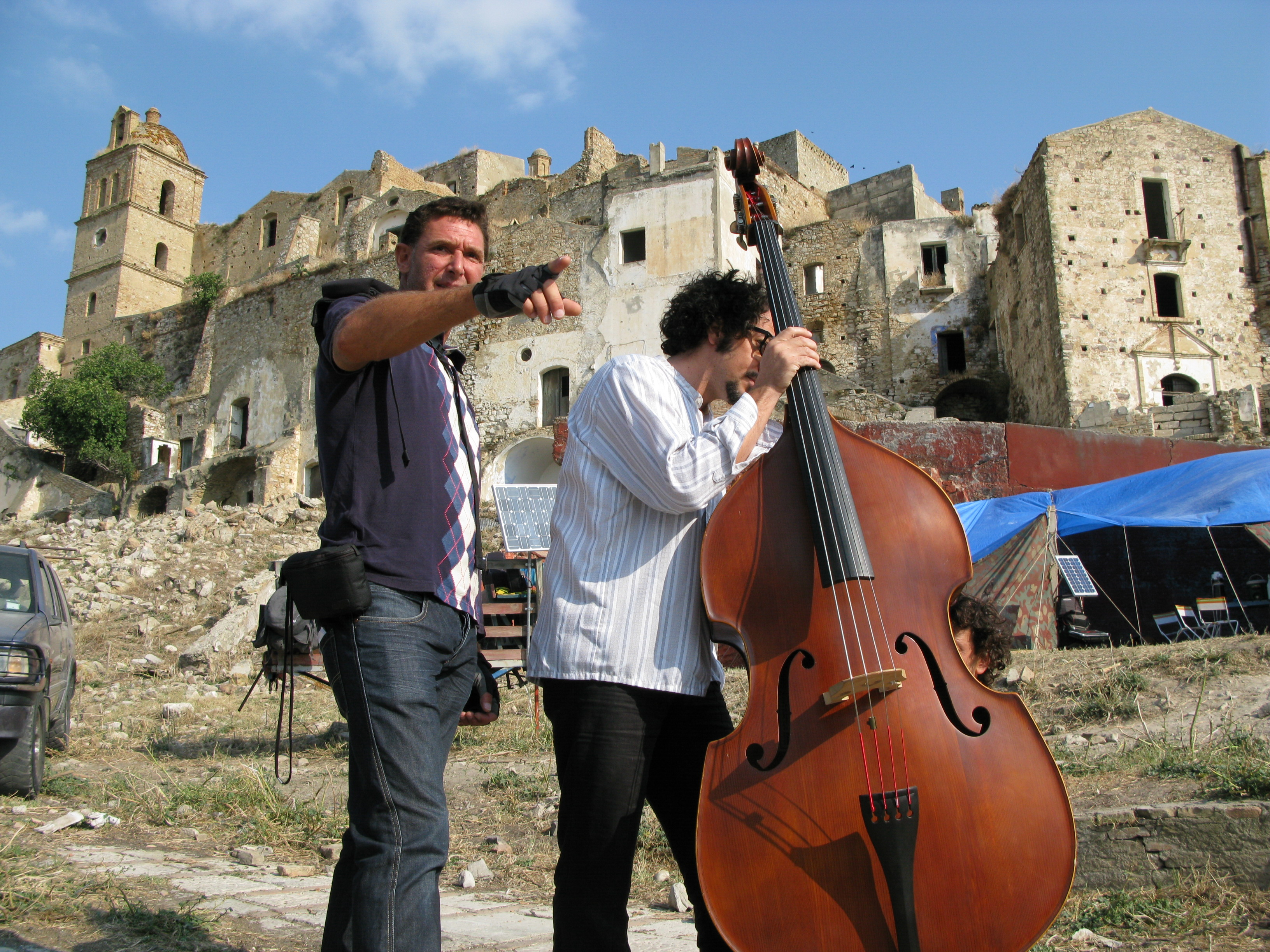
Gazzè e Fabio Olmi sul set di Basilicata coast to coast, il debutto di Gazzè come attore

- Basilicata coast to coast, regia di Rocco Papaleo (2010)
- 12 12 12, regia di Massimo Morini (2013)
- Penguins, regia Sias Wilson e Anthony Geffen (2012), voce narrante nella versione italiana[53]
- Incompresa, regia di Asia Argento (2014)
- Confusi e felici, regia di Massimiliano Bruno (2014)
- Lasciami per sempre, regia di Simona Izzo (2017)
- Monster Family, regia di Holger Tappe (2017), voce di Dracula
- Diabolik - Chi sei?, regia dei Manetti Bros. (2023)
- Fabi Silvestri Gazzè – Un passo alla volta, regia di Francesco Cordio (2025), con Niccolò Fabi e Daniele Silvestri

## Premi e riconoscimenti
- Ciak d'oro
  - 2010 - Migliore colonna sonora per Basilicata coast to coast[54]
  - Premio Lunezia Canzone al Cinema 2011 per la colonna sonora di Basilicata coast to coast
- Zecchino d'Oro
  - Zecchino d'Oro 2023 - Autore della musica, assieme a Francesco De Benedettis, di “Non ci cascheremo mai”, 1a canzone classificata, interpretata da Salvatore Flamini.